# Grafiti en el Muro de Berlín

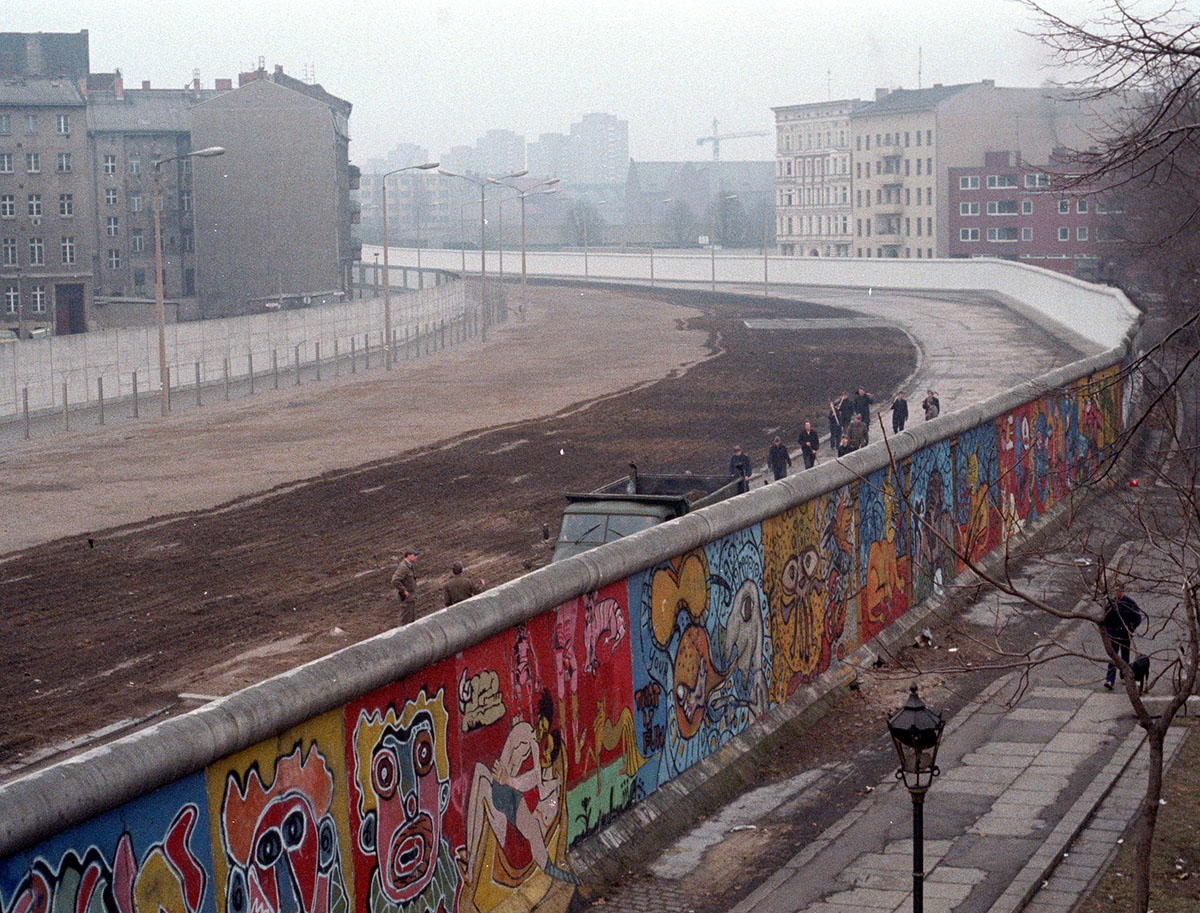
El Muro de Berlín con grafiti en el lado de Berlín Oeste y la «Franja de la Muerte» en el Este.

Los grafitis en el Muro de Berlín se hicieron populares entre artistas de todo el mundo, y el muro se volvió un lugar donde los turistas iban a admirar las obras de arte. El Muro de Berlín fue construido en 1961 para separar Berlín Oeste y Berlín Este durante la Guerra Fría. Todas las diferencias entre los países lo convirtieron en un lugar perfecto para que las personas expresaran sus opiniones, especialmente sobre sus preferencias y disgustos. En la década de 1980, el muro fue reconstruido y se hizo de 4,3 m de altura. El lado del muro de Berlín Oeste tenía obras de arte que cubrían completamente el muro, mientras que el lado de Berlín Este se mantuvo en blanco porque a las personas no se les permitía acercarse lo suficiente al lado este del muro para pintar nada.
El Muro de Berlín fue uno de los lienzos más grandes del mundo. Gran parte de la obra de arte no fue reclamada por los artistas y permanece en el anonimato. Debido a que el muro estaba abierto a todos, no hubo restricciones sobre lo que los artistas podían poner en el muro. Se ha eliminado casi todo el muro y solo existe en lugares que albergan segmentos del muro como Potsdamer Platz, East Side Gallery y Bernauer Straße; muchos otros segmentos ahora se exhiben en otros países.

## Galería

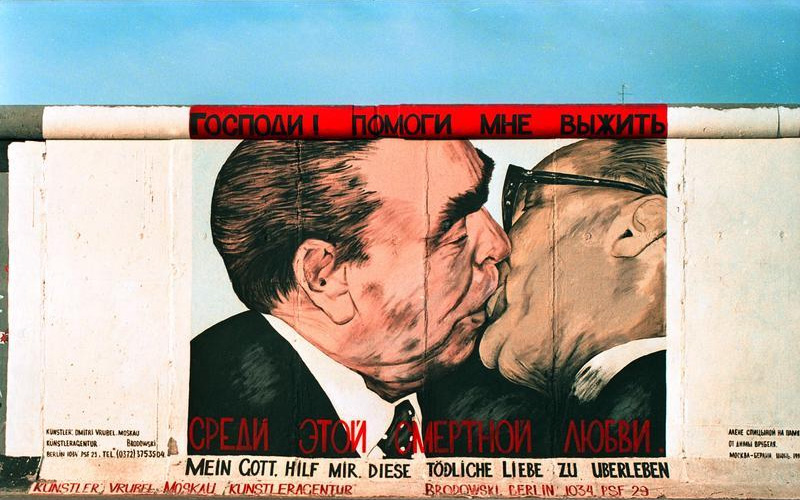
Dios mío, ayúdame a sobrevivir a este amor mortal: Leonid Brézhnev y Erich Honecker en un abrazo fraterno, reproduciendo una fotografía que capturó el momento en octubre de 1979 durante la celebración del 30 aniversario de la fundación de la República Democrática Alemana
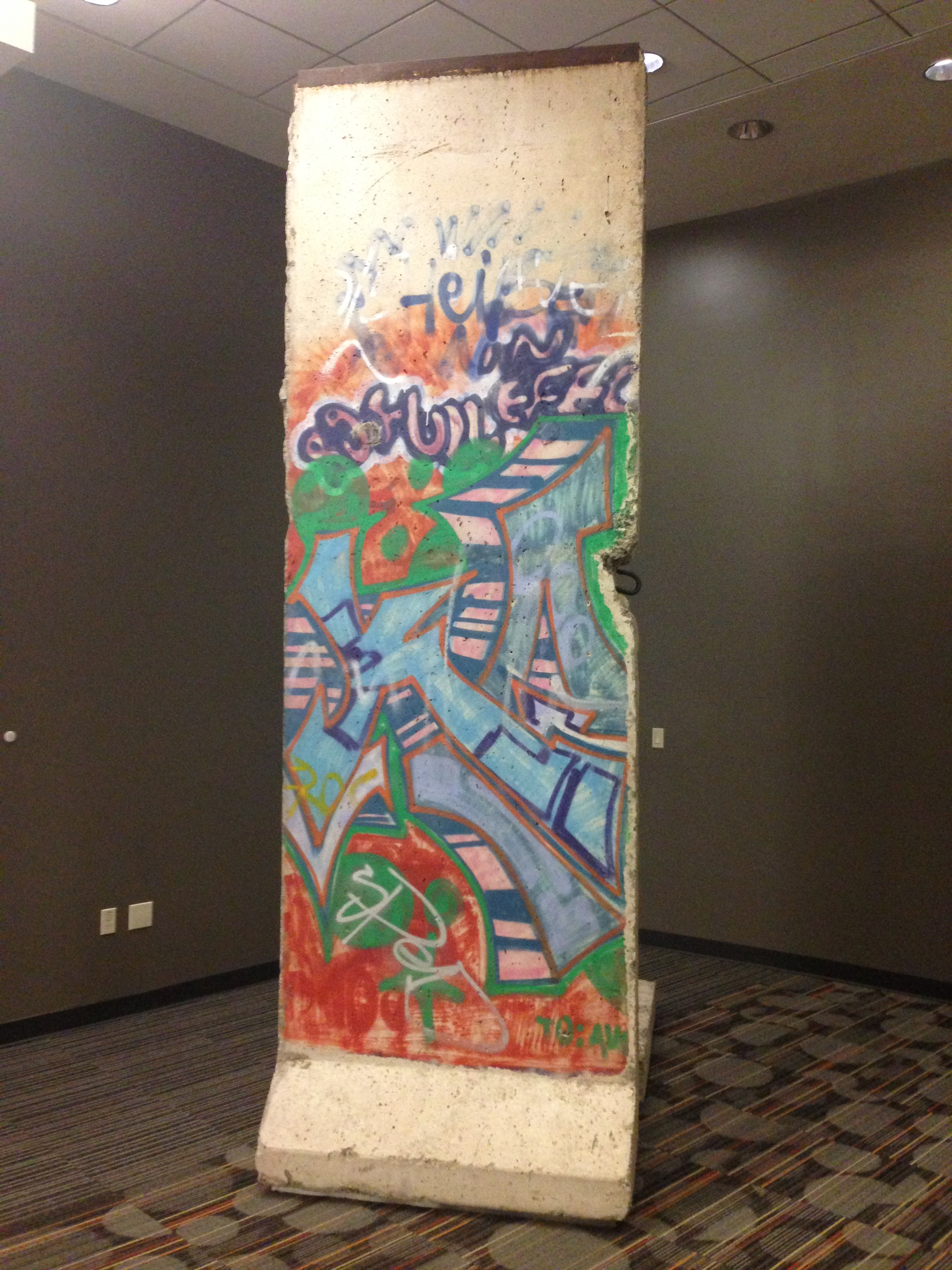
Parte original del Muro de Berlín; regalo de Daimler-Benz AG a Bill Gates el 8 de febrero de 1996. En el Microsoft Conference Center en Redmond, Washington, Estados Unidos
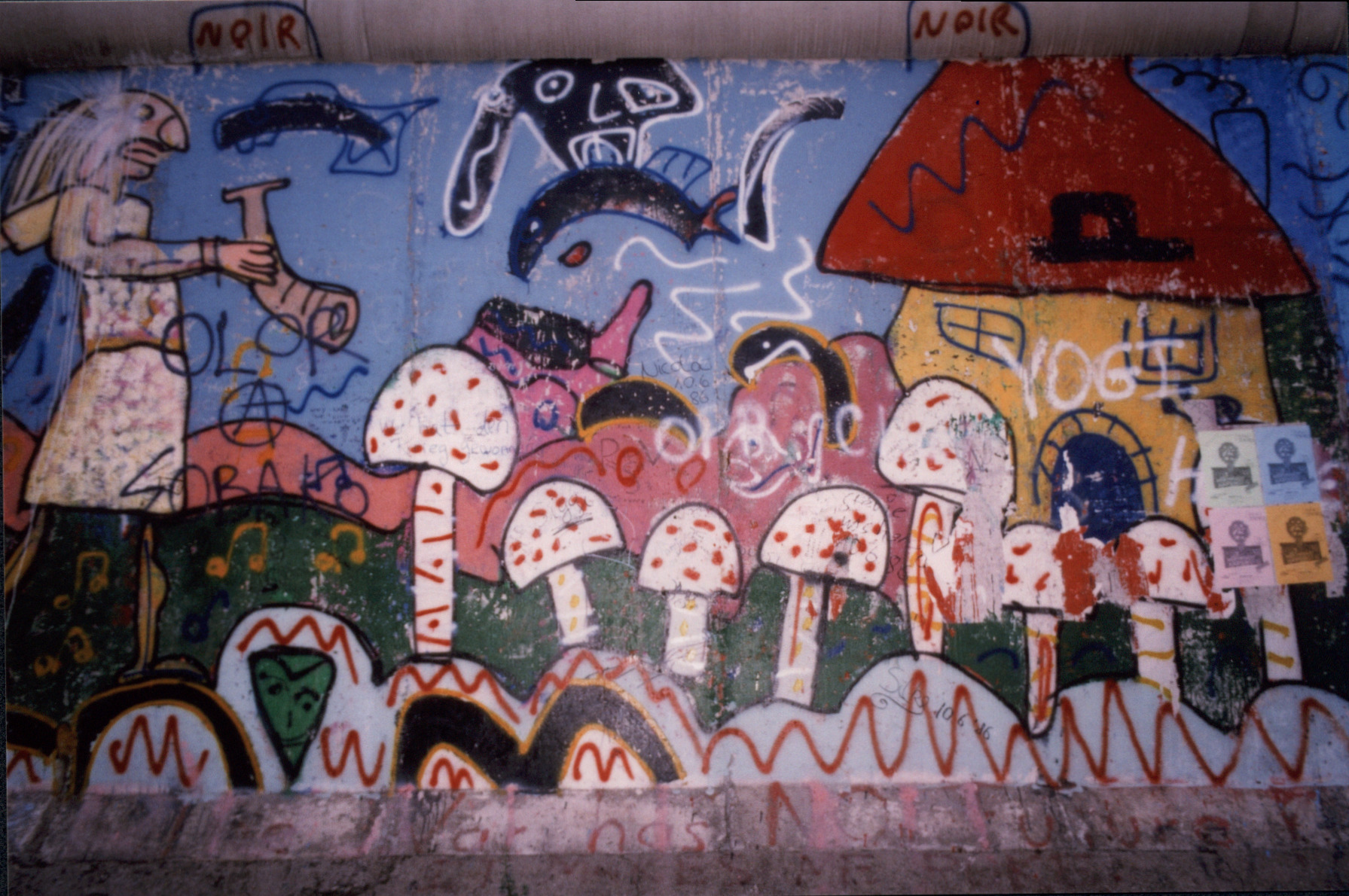
Arte de setas en el Muro de Berlín, 1986
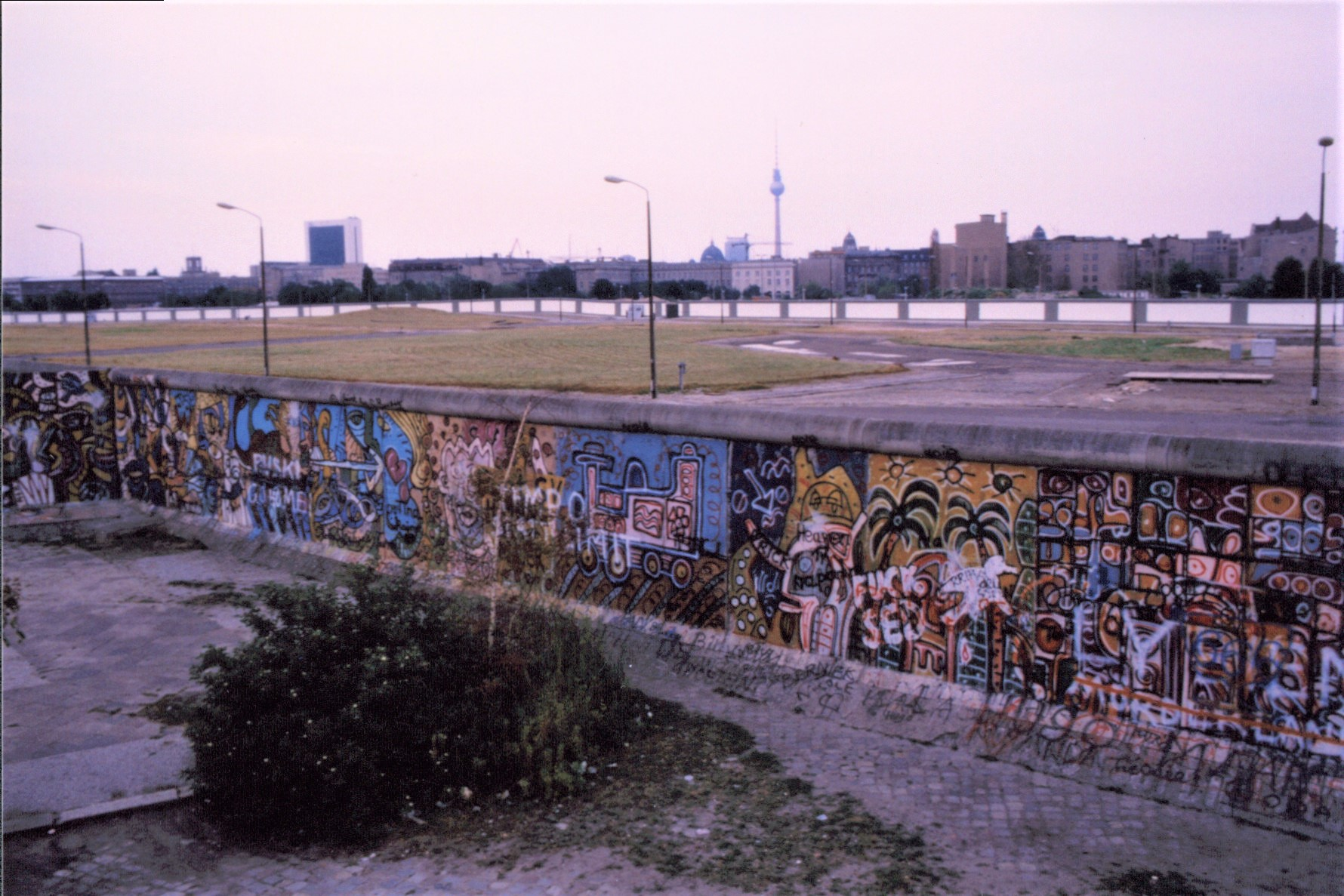
Muro de Berlín mirando al este desde el lado oeste, 1986
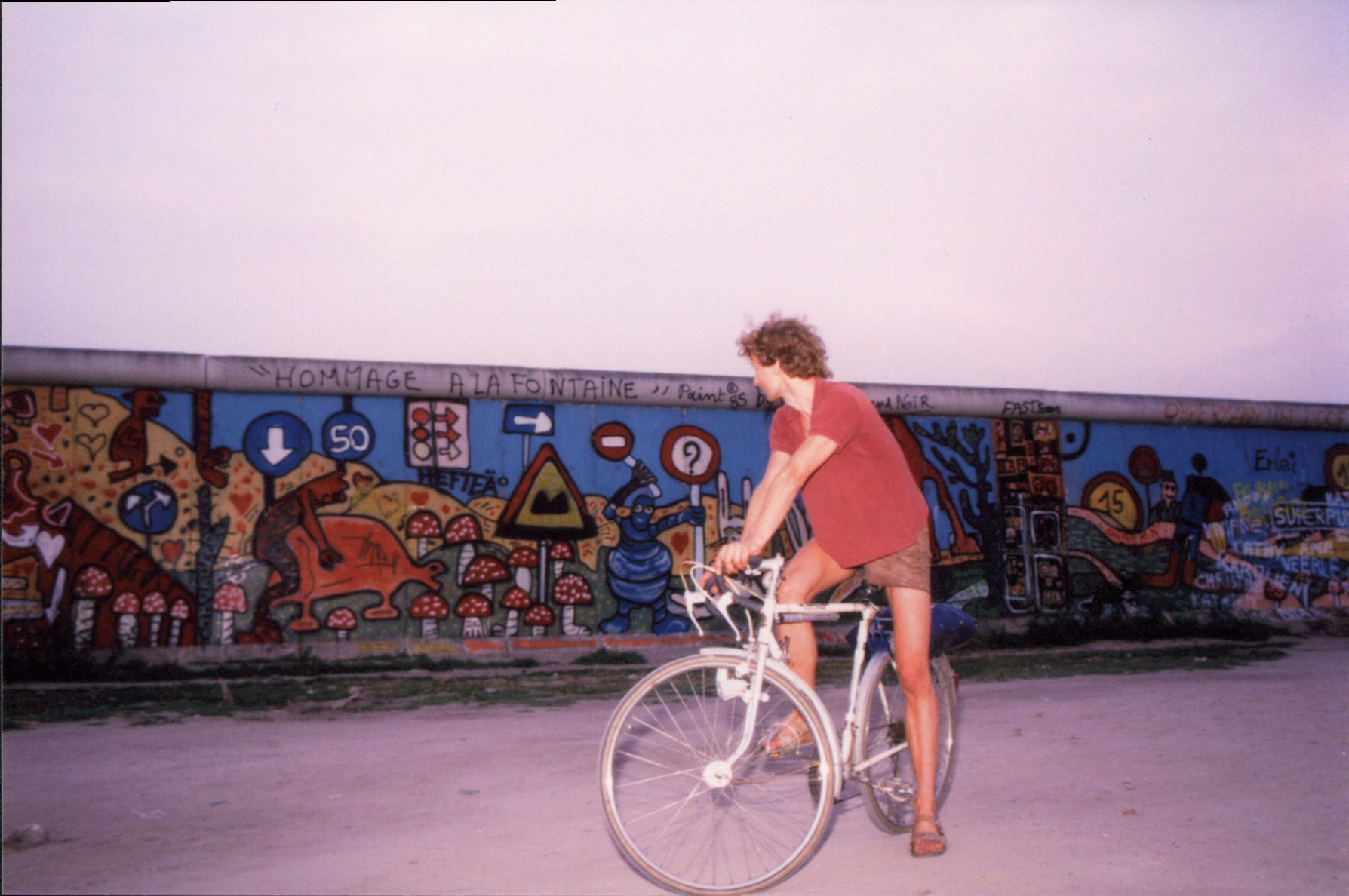
Arte de señales de tráfico en el Muro de Berlín, 1986
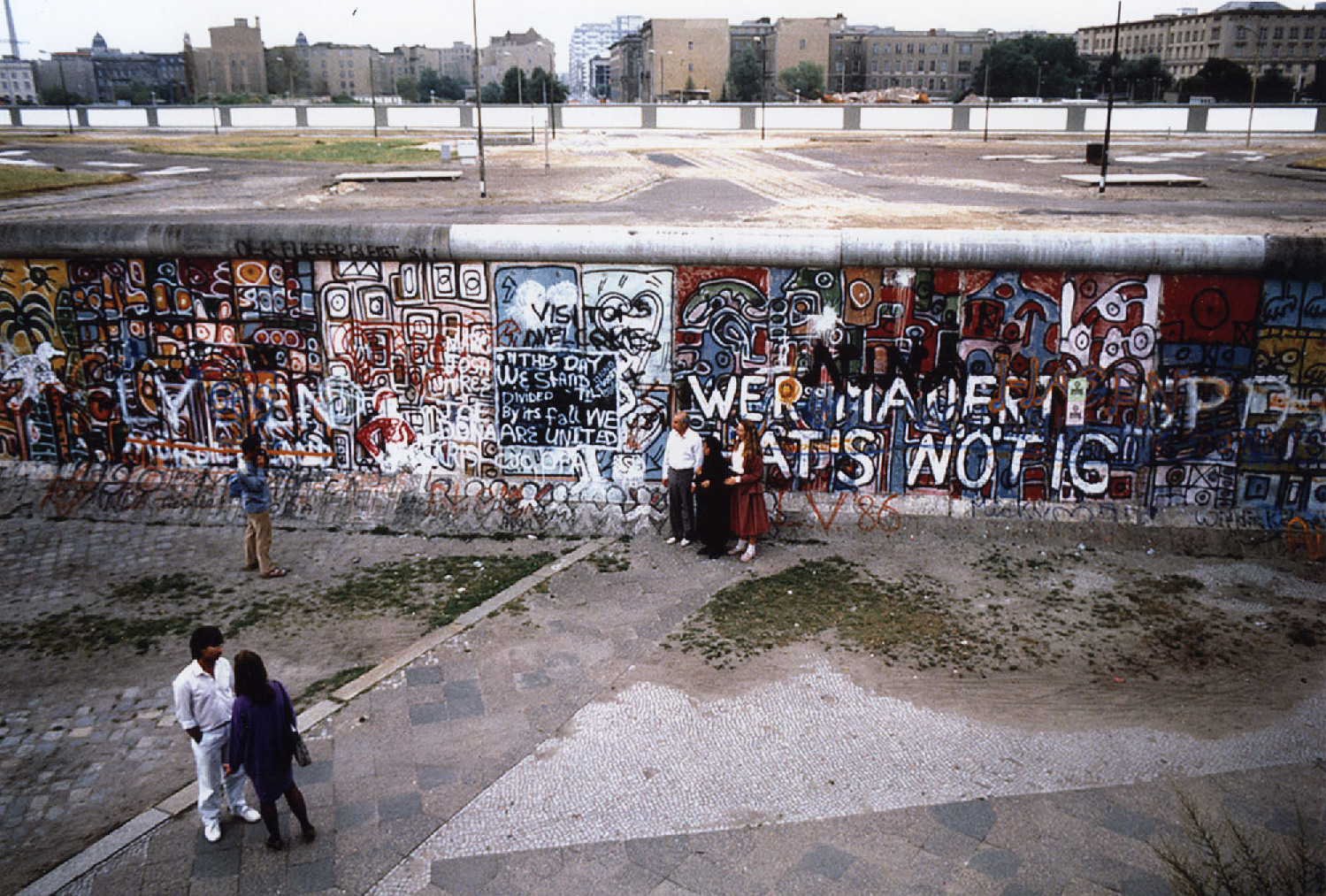
Cerca de Potsdamer Platz, 1986
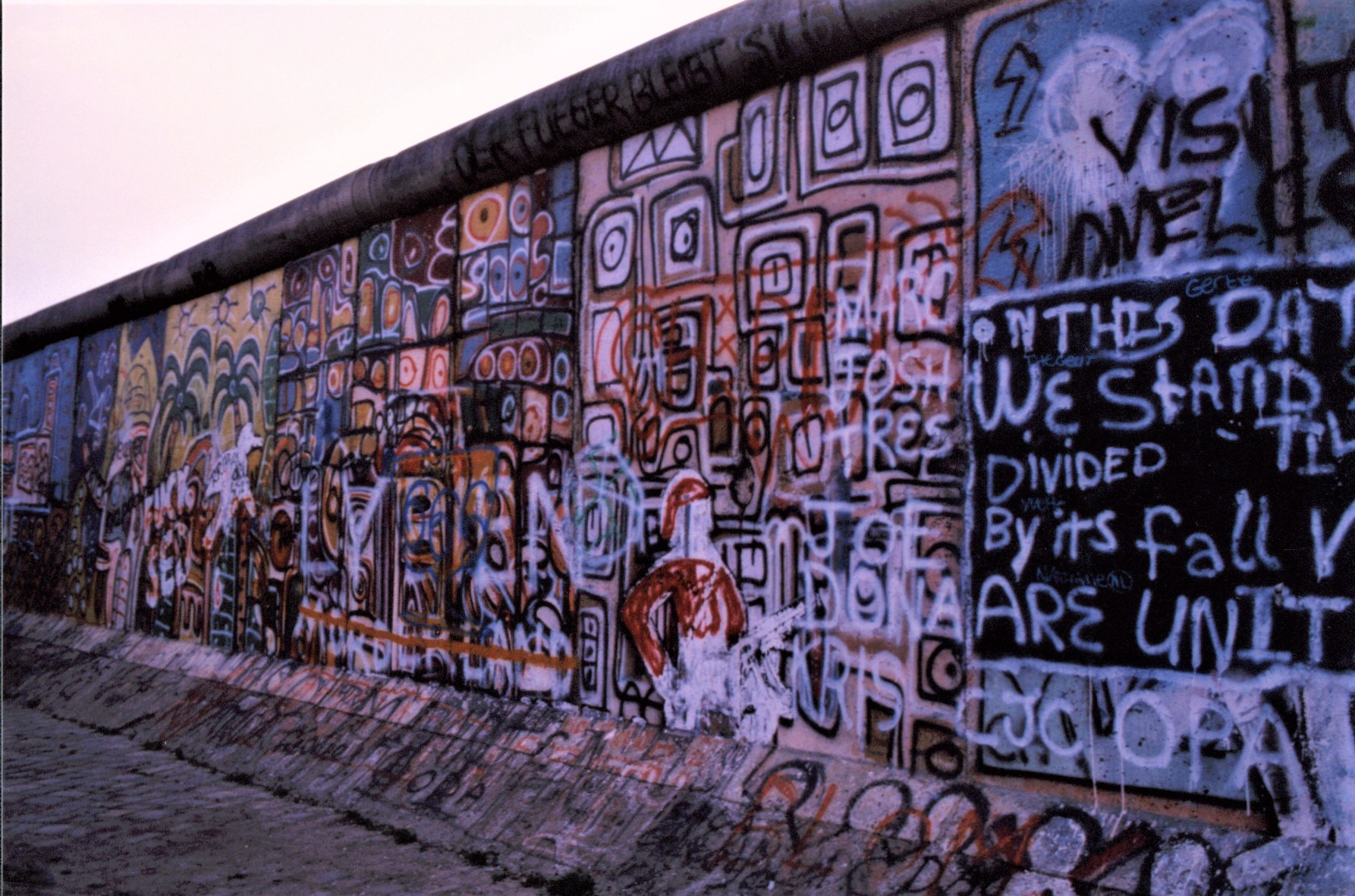
Grafiti del Muro de Berlín que dice en inglés In this day we stand divided--by its fall we are united («En este día estamos divididos; por su caída estamos unidos»), 1986
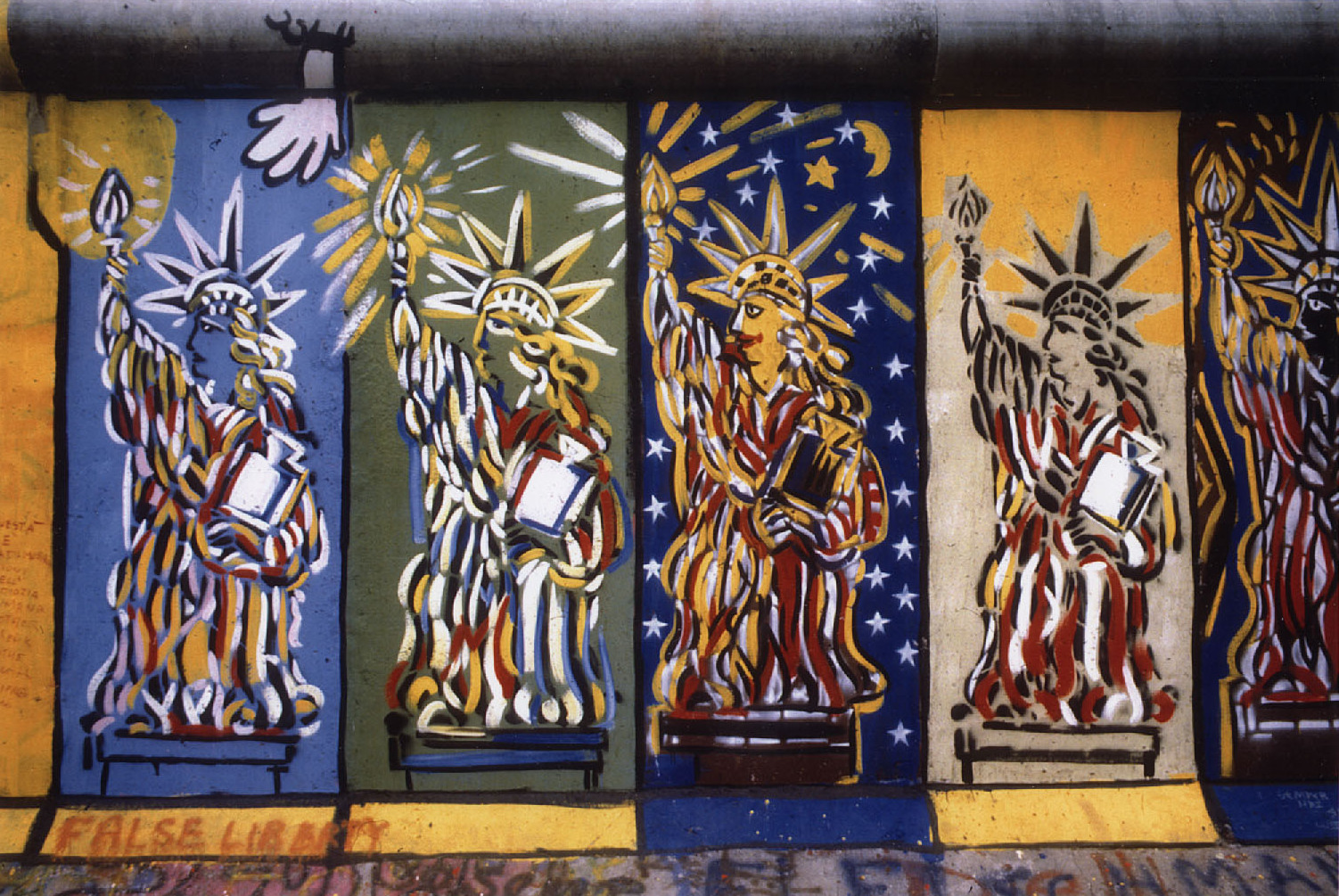
Variaciones de la Estatua de la Libertad, 1986